# Limnonectes mawlyndipi
Limnonectes mawlyndipi és una espècie de granota que viu a l'Índia.